# 沃克納 (加利福尼亞州)
沃克納（英語：Waukena）是位於美國加利福尼亞州圖萊里縣的一個人口普查指定地區。

## 地理
沃克納的座標為36°08′19″N 119°30′34″W / 36.13861°N 119.50944°W，而該地最高點為海拔高度69米（即226英尺）。

## 人口
根據2010年美國人口普查的數據，沃克納的面積為2.441平方千米，當中陸地面積為2.441平方千米，而水域面積為0.000平方千米。當地共有人口108人，而人口密度為每平方千米44人。